# Березиниан
В математике и теоретической физике, березиниан или супердетерминант является обобщением определителя на случай суперматриц. Назван в честь Феликса Березина. Березиниан играет роль, аналогичную определителю, когда рассматриваются изменения координат для интеграции на супермногообразии.

## Определение
Березиниан однозначно определяется двумя определяющими свойствами:
- {\displaystyle \operatorname {Ber} (XY)=\operatorname {Ber} (X)\operatorname {Ber} (Y)}
- {\displaystyle \operatorname {Ber} (e^{X})=e^{\operatorname {str(X)} }}

где str(X) обозначает суперслед от X. В отличие от классического определителя, березиниан определён только для обратимых суперматриц.

## Свойства
- Березиниан из X всегда является единицей кольца R0.
- {\displaystyle \operatorname {Ber} (X)^{-1}=\operatorname {Ber} (X^{-1})}
- {\displaystyle \operatorname {Ber} (X^{T})=\operatorname {Ber} (X)} где {\displaystyle X^{T}} обозначает супертранспозицию X.
- {\displaystyle \operatorname {Ber} (X\oplus Y)=\operatorname {Ber} (X)\mathrm {Ber} (Y)}